# Artik (Hovhaness)
Artik is een hoornconcert van de Armeens/Schotse componist Alan Hovhaness. Het werk is geschreven als studiemateriaal voor het Boston Conservatory of Music en klinkt daarom technisch niet al te moeilijk. De muziek is met de lange melodielijnen wel een aanslag op het embouchure van de hoornist. De titel Artik verwijst naar een Armeens stadje waarin zich een kerk bevindt, die in de 7e eeuw gebouwd is; deze had een achthoekige structuur. Dit hoornconcert heeft acht delen:
1. Alleluia; de hoorn "zingt" een religieus klinkende melodie boven pizzicato spelende violen
2. Ballata; de solo loopt uit op een motet met de strijkinstrumenten;
3. Laude: een combinatie van deel 1 en 2
4. Canzona "To a mountain range"; een muzikaal gezicht op de bergen in New Hampshire;
5. processional: duet tussen hoorn en viool, vervolgens hoorn, viool en cello en vervolgens het gehele ensemble;
6. Canon; een canon is drie toonladders C majeur (hoorn en altviolen), E majeur (eerste violen en contrabassen) en A majeur (tweede violen).
7. Aria; melodielijn van de hoorn boven een hymneachtige melodie in de strijkinstrumenten
8. Intonazione: opnieuw een verwijzing naar deel 1, afsluitend met een motet in de strijkinstrumenten.

## Orkestratie
- 1 hoorn
- violen, altviolen, celli, contrabassen

## Discografie
Van het werk zijn twee zeer uiteenlopende uitvoeringen opgenomen:
- Uitgave Poseidon Records en later Crystal Records: Meir Rimon (hoornist van het Israel Philharmonic Orchestra); het Israel Philharmonic Orchestra onder leiding van David Amos; een opname uit 1982 in Tel Aviv met een volle klank
- Uitgave Centaur Records: Robin Dauer (hoornist van het Arkansas Symphony Orchestra); het Hendrix College Kamerorkest onder leiding van Karen Griebling; een opname uit 2006; met veel missers in de solopartij en niet geheel zuivere strijkers; de klank is dun; de compact disc bevat echter niet eerder uitgegeven materiaal van de componist en laat tevens horen dat de eenvoudig klinkende muziek niet zo eenvoudig is als het op het eerste "oor" lijkt.